# 효성오앤비
효성오앤비(HyosungONB Co. Ltd.)는 대한민국의 농기자재 기업이다. 본사는 충남 아산시 온천대로 1785 (신동)에 위치해 있으며 대표이사는 박문현이다.

 회사의 대표이사가 우원식 국회의장과 같은 경동고등학교 동문이라는 이유로 우원식 테마주로 여겨진다.

## 상장
2008년 4월 8일에 공모가 7,500원에 코스닥 시장에 상장하였다.

## 종속 회사
- HYOSUNG ONB (PVT)LTD
- 황토영농조합법인

## 참고문헌
1. ↑  효성오앤비-그린플러스 “스마트팜 전문성 확보·협력 강화”, 한국농어민신문, 2022-05-03
2. ↑  그린플러스, 효성오앤비와 MOU 체결…스마트팜 ‘완전 국산화’ 목표, 조선비즈, 2022-04-26
3. ↑  효성오앤비, 코타데니야와(Kotadeniyawa) 지역 스리랑카 현지 법인 '제 2공장' 준공식 성료, 크실보,  2023-02-01